# شهرستان ووشان (چونگ‌چینگ)
شهرستان ووشان (به چینی: 巫山县، به پین‌یین: Wūshān Xiàn) یک شهرستان تابع شهر چونگ‌چینگ، در جمهوری خلق چین است. شهرستان ووشان ۲٬۹۵۸ کیلومتر مربع مساحت و ۴۹۵٬۱۰۰ نفر جمعیت دارد.
تا پیش از سال ۱۹۹۲ میلادی، شهرستان ووشان تابع ولایت وان‌شیان در استان سیچوان بود.
در دسامبر سال ۱۹۹۲، ولایت وان‌شیان به شهر در سطح ولایت وان‌شیان ارتقاء یافت. شهرستان ووشان تابع شهر وان (وان‌شیان) قرار گرفت.
در دسامبر ۱۹۹۷، «شهر در سطح ولایت وان‌شیان» منحل شد مناطق و شهرستان‌های تابع آن، منجمله شهرستان ووشان به شهر جدید التاسیس در سطح استان چونگ‌چینگ پیوستند.